# Tapešu iela
Tapešu iela est une rue à Rīga en Lettonie,.

## Présentation
La rue Tapešu iela traverse les quartiers Zasulauks et Dzirciems du district de Kurzeme. 
La Tapešu iela commence au viaduc de Kalnciema iela et se termine à l'intersection avec la Slokas iela. 
La ligne Zasulauks-Bolderāja (lv) longe également la rue Tapešu iela. La longueur totale de la rue Tapešu est de 1 868 mètres.

## Galerie

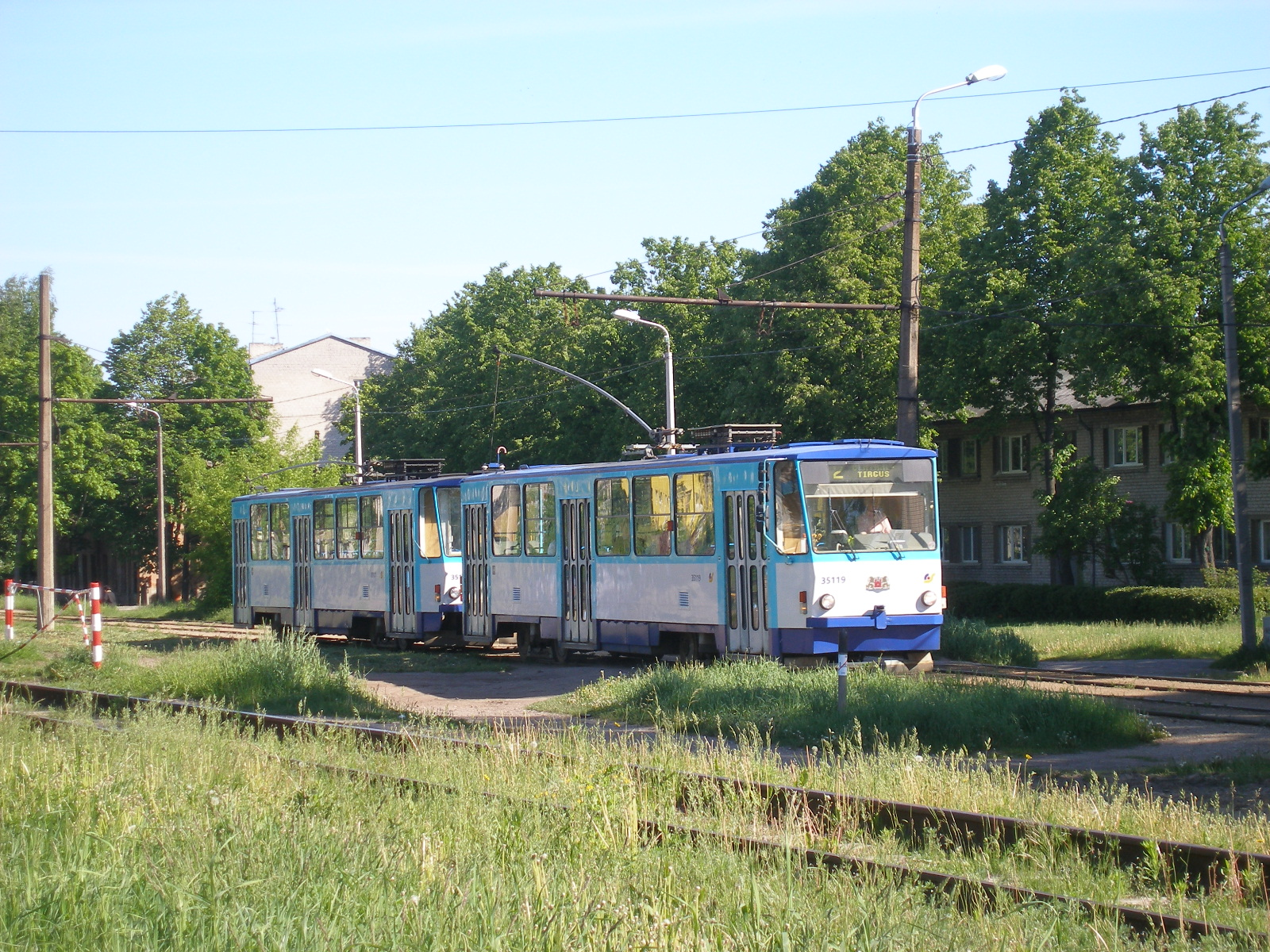
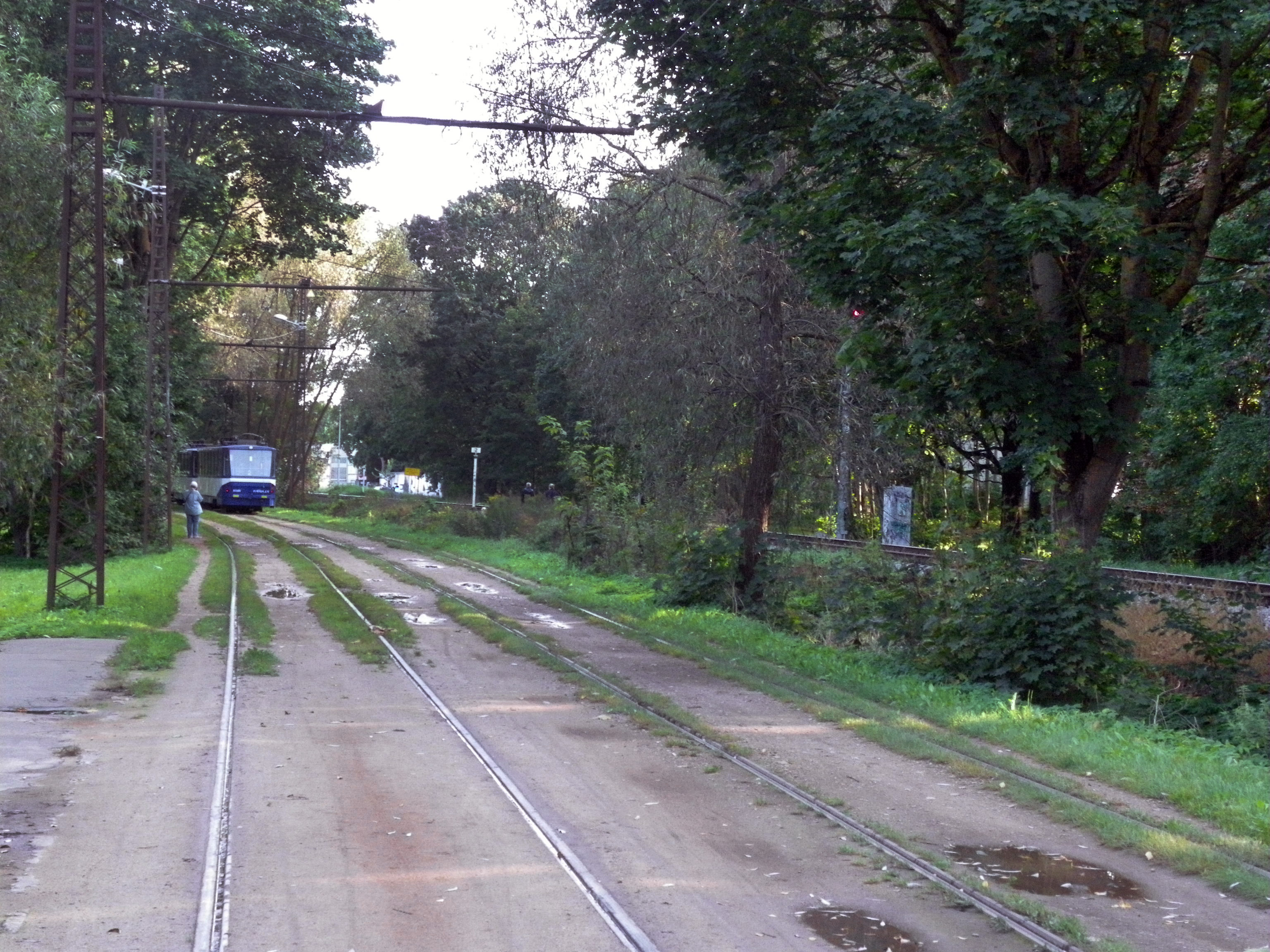
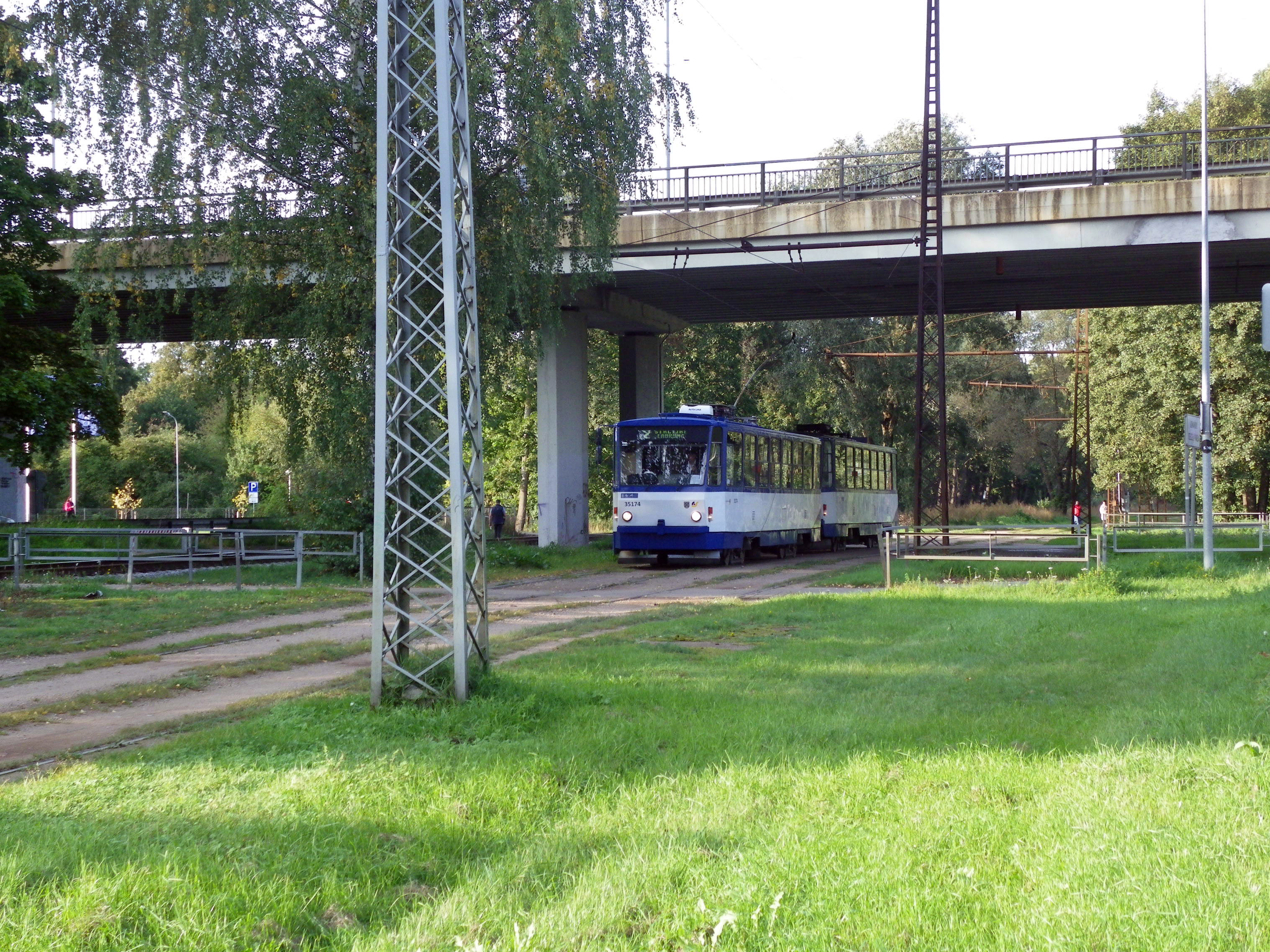
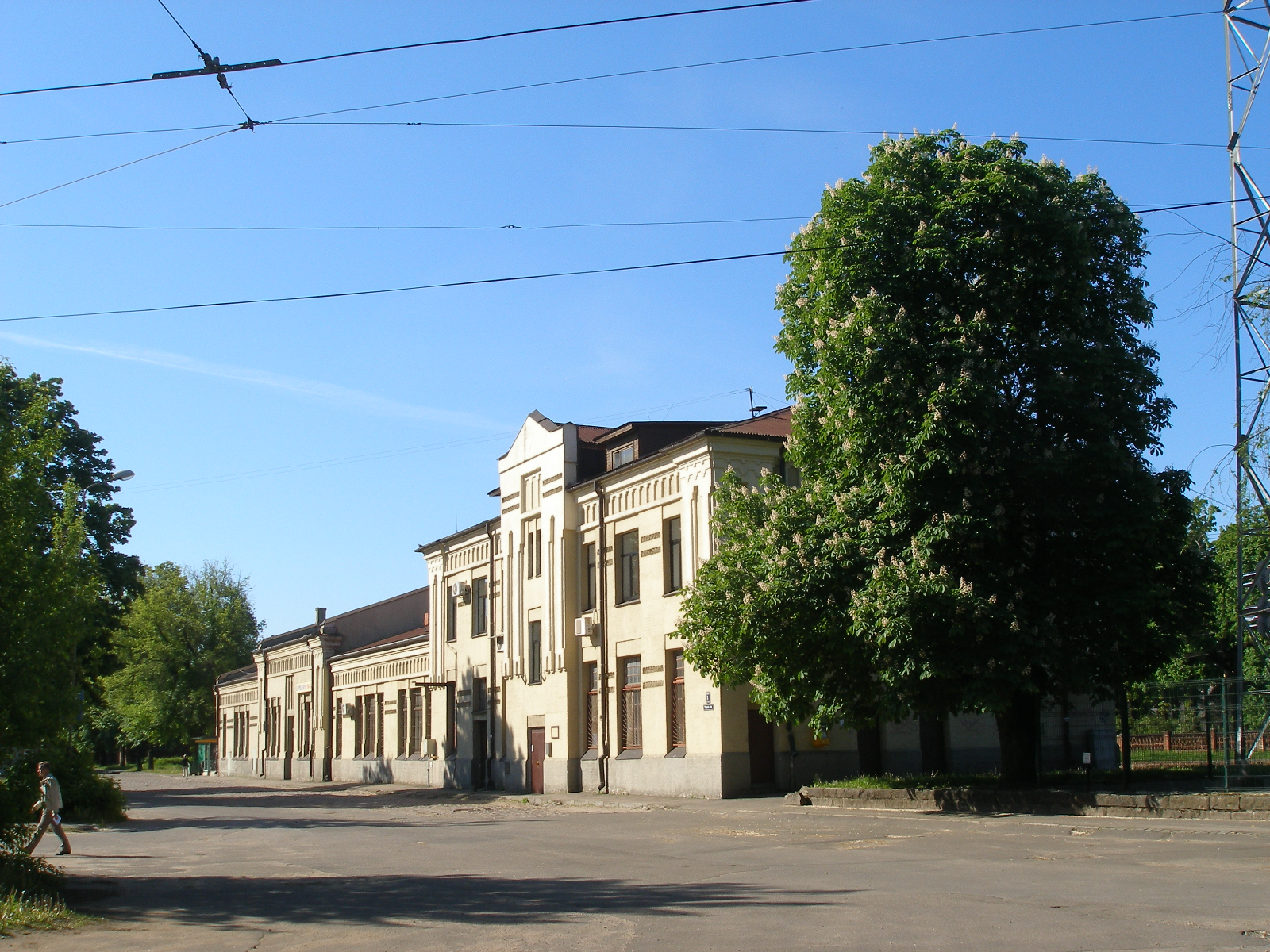

## Transports
La rue Tapešu iela est le terminus de la ligne de tramway 2.